# 毛黄椿木姜子
毛黄椿木姜子（学名：Litsea variabilis var. oblonga）为樟科木姜子属下的一个变种。